# Orthoruza niveipuncta
Orthoruza niveipuncta là một loài bướm đêm trong họ Noctuidae.